# Can-Am
Can-Am és una filial canadenca de Bombardier Recreational Products (BRP) amb seu a Valcourt, Quebec. Fundada el 1972, l'empresa va produir motocicletes de fora d'asfalt des d'aleshores fins al 1987. El 1997, Can-Am es va reformar i va endegar la producció de quads (ATV), així com el model de trike Can-Am Spyder.

## Història
Creada com a filial de Bombardier Corporation el 1972, la seu original de Can-Am es va situar en un graner que encara existeix actualment, a les instal·lacions de proves de Bombardier, dins del circuit Yvon-Duhamel (a pocs quilòmetres al sud de Valcourt). El costat dret del graner allotjava les oficines de disseny i enginyeria i el costat esquerre es feia servir per a la fabricació. El nom "Can-Am" va ser el resultat d'un concurs d'idees convocat entre els treballadors de Bombardier i es basava en l'esperada confrontació del mercat canadenc vers el nord-americà, tot i que l'existència del campionat de curses de motor Can-Am va requerir la compra dels drets del nom.
Basant-se en el concepte de disseny de Bultaco d'un bastidor de mida estàndard que podia allotjar una gamma de motors de diferents mides, els enginyers Gary Robison, Bob Fisher i Camille Picard i l'experimentat pilot de motocròs Jeff Smith van dissenyar des de zero una motocicleta de competició equipada amb motors subministrats per l'empresa austríaca Rotax, una altra filial de Bombardier. El seu disseny comptava amb copes de coixinets del capçal de direcció que en permetien l'ajustament de l'angle (el motiu principal d'aquesta innovació fou la major simplificació de la línia de muntatge de la producció).

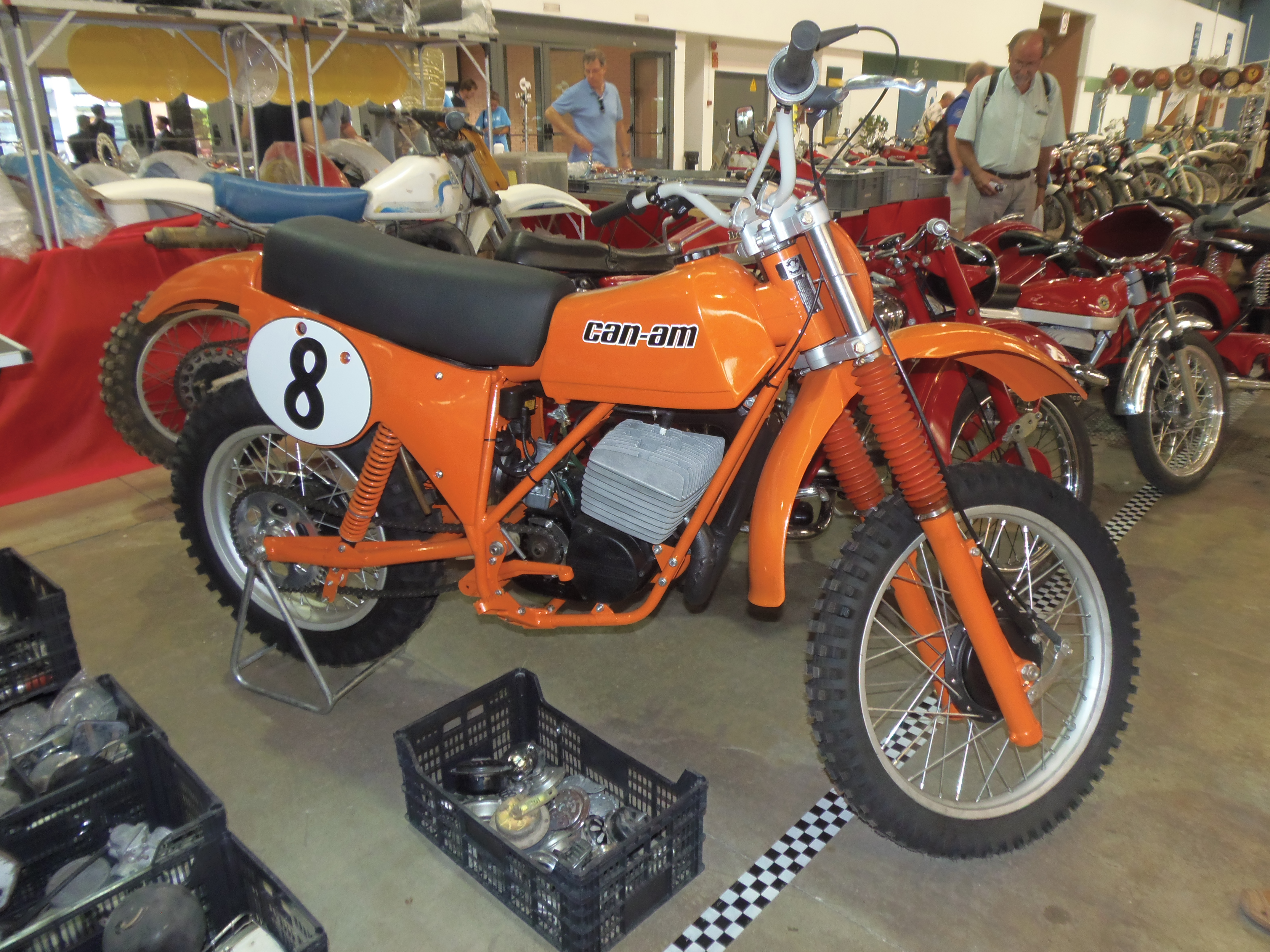
Una Can-Am 370 de motocròs de 1979

Les Can-Am van obtenir un impacte immediat i els seus pilots van guanyar medalles d'or, argent i bronze als Sis Dies Internacionals (ISDT). El 1974, Can-Am va esdevenir la primera marca a ocupar els tres primers llocs de la classificació final al campionat AMA de motocròs de 250cc amb els seus pilots Gary Jones, Marty Tripes i Jimmy Ellis (primer, segon i tercer, respectivament, al campionat), per bé que Tripes havia corregut durant la major part de la temporada amb una Husqvarna abans que Can-Am el contractés per a la darrera cursa del campionat. El 1976, Skip Olson va acabar segon darrere de Dick Burleson al campionat AMA d'enduro.
L'èxit de Can-Am a les competicions va millorar la imatge de la marca i les seves motos van obtenir bona reputació per la seva gran potència. El 1983, Can-Am va llançar una motocicleta de velocitat de 250cc. Amb dos motors Rotax de 125 cc amb un cigonyal unit, la motocicleta disposava d'un bastidor fet a mida amb basculant d'alumini.
Quan la crisi del petroli de 1973 va precipitar una davallada de les vendes de vehicles recreatius, Bombardier es va veure obligada a reduir la seva producció de motos de neu i motocicletes i va canviar la seva prioritat per a passar dels productes recreatius a la indústria de l'equipament per al transport públic i, uns quants anys més tard, cap a la fabricació d'avions. Com a resultat, les inversions a la jove divisió Can-Am es van reduir substancialment i, consegüentment, no es van poder mantenir al dia i competir amb la constant recerca tecnològica dels fabricants japonesos.
El 1983, Bombardier va llicenciar la marca i va externalitzar el desenvolupament i la producció de les seves motocicletes al fabricant anglès Armstrong-CCM Motorcycles, de Lancashire. El 1987 va ser l'últim any de producció de motocicletes de marca Can-Am.

## Renaixement de la marca

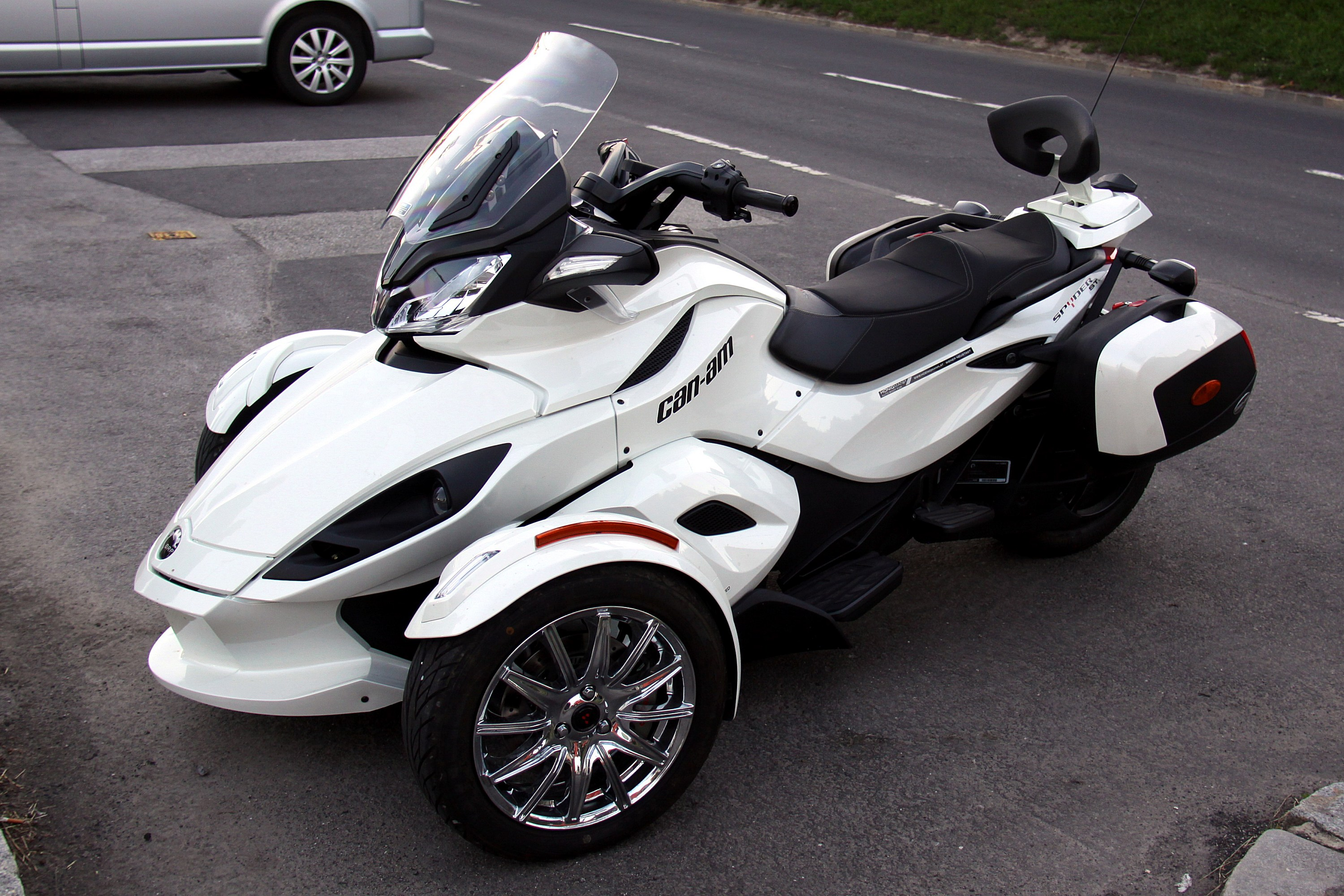
Un Can-Am Spyder ST del 2013

El 2006, Bombardier va reintroduir la històrica marca Can-Am amb la seva gamma de quads "Can-Am Off-Road". El 2007, la marca Can-Am també es va utilitzar per al Can-Am Spyder, un nou vehicle de turisme de tres rodes.